# میکائیل جینگوزیان

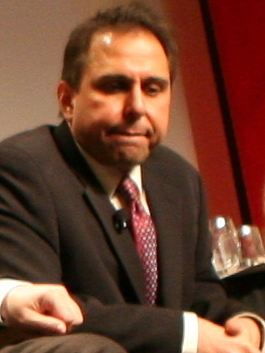

میکائیل پل "مایک" جینگوزیان ( انگلیسی: Michael Paul "Mike" Jingozian زادهٔ ۳۰ آوریل ۱۹۶۱) فعال سیاسی کارآفرین برنامه‌نویس ارمنی‌تبار اهل ایالات متحده آمریکا است که از تاریخ ۲۰۰۸ تا ۲۰۱۰ به عنوان قائم مقام حزب لیبرال خدمت نمود. وی نامزد حزب لیبرال در انتخابات ریاست جمهوری ۲۰۰۸ بود.

## زندگی‌نامه
وی در ۳۰ آوریل ۱۹۶۱ به دنیا آمد .